# 영양 현리 삼층석탑
영양 현리 삼층석탑(英陽 縣里 三層石塔)은 대한민국 경상북도 영양군 영양읍 현리에 있는 남북국 시대 신라의 삼층석탑이다. 1977년 8월 22일 대한민국의 보물 제610호로 지정되었다.

## 개요
2단의 기단(基壇) 위에 3층의 탑신(塔身)을 올린 형태이다.
아래층 기단에는 12지신상(十二支神像)을 한 면에 3구씩 새겼다. 위층 기단은 4면의 모서리와 가운데에 기둥 모양의 조각을 두고, 기둥으로 나누어진 각 면마다 8부중상(八部衆像)을 조각해 두었다. 8부중상은 통일신라 중기 이후 석탑에 등장하는데, 단순히 탑의 장식에만 목적을 둔 것이 아니라 탑을 부처님의 세계인 수미산으로 나타내려는 신앙의 한 표현이기도 하다. 탑신의 1층 몸돌에는 각 면마다 사천왕상(四天王像)을 도드라지게 새겼다. 각 층의 지붕돌 밑면에는 물을 뺄 수 있도록 홈이 파여 있고, 4단의 받침을 두었다.
이 탑은 전체적인 구성이나 조각수법으로 보아 통일신라 후기인 9세기경에 세워진 것으로 짐작된다.

## 사진

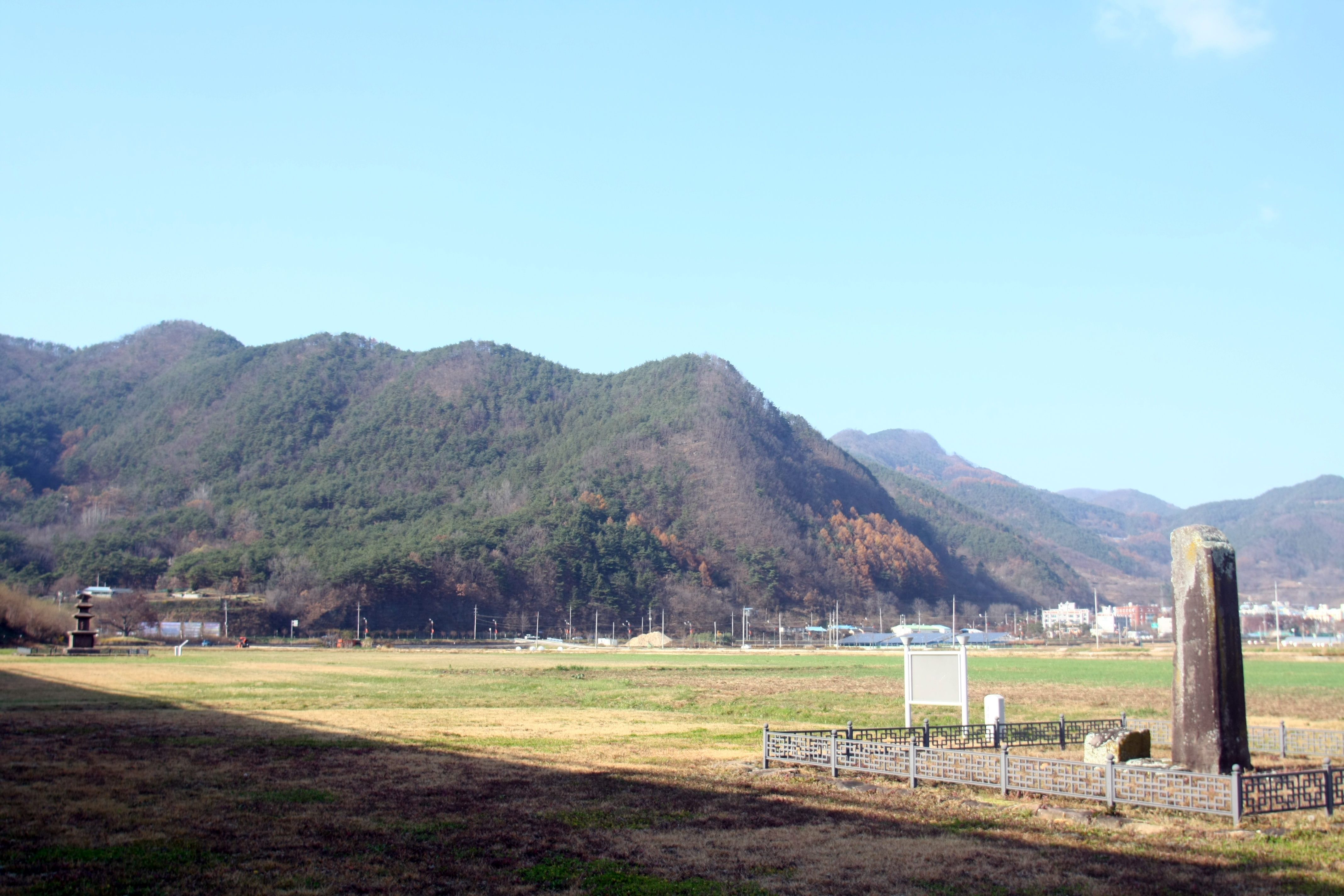
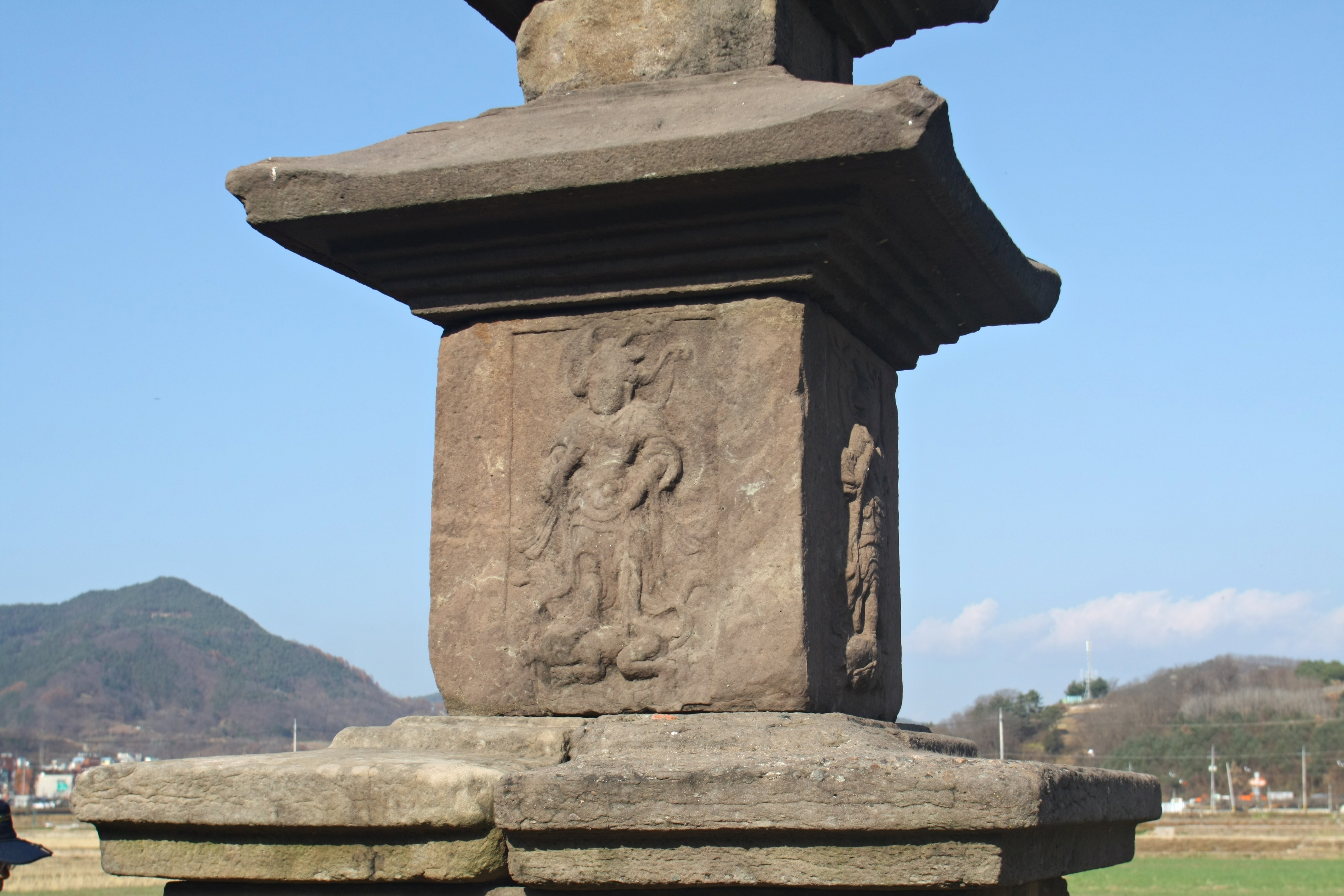
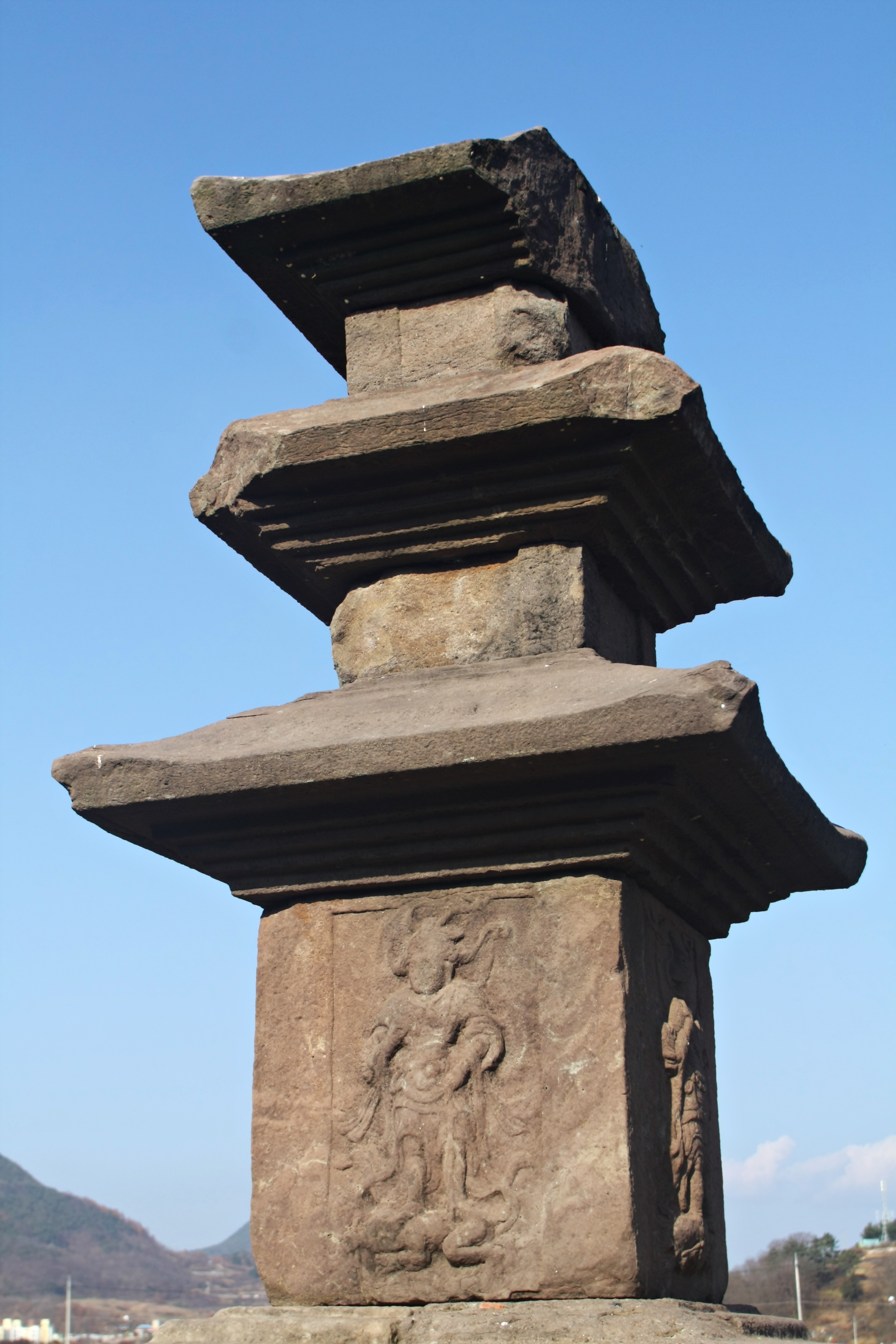
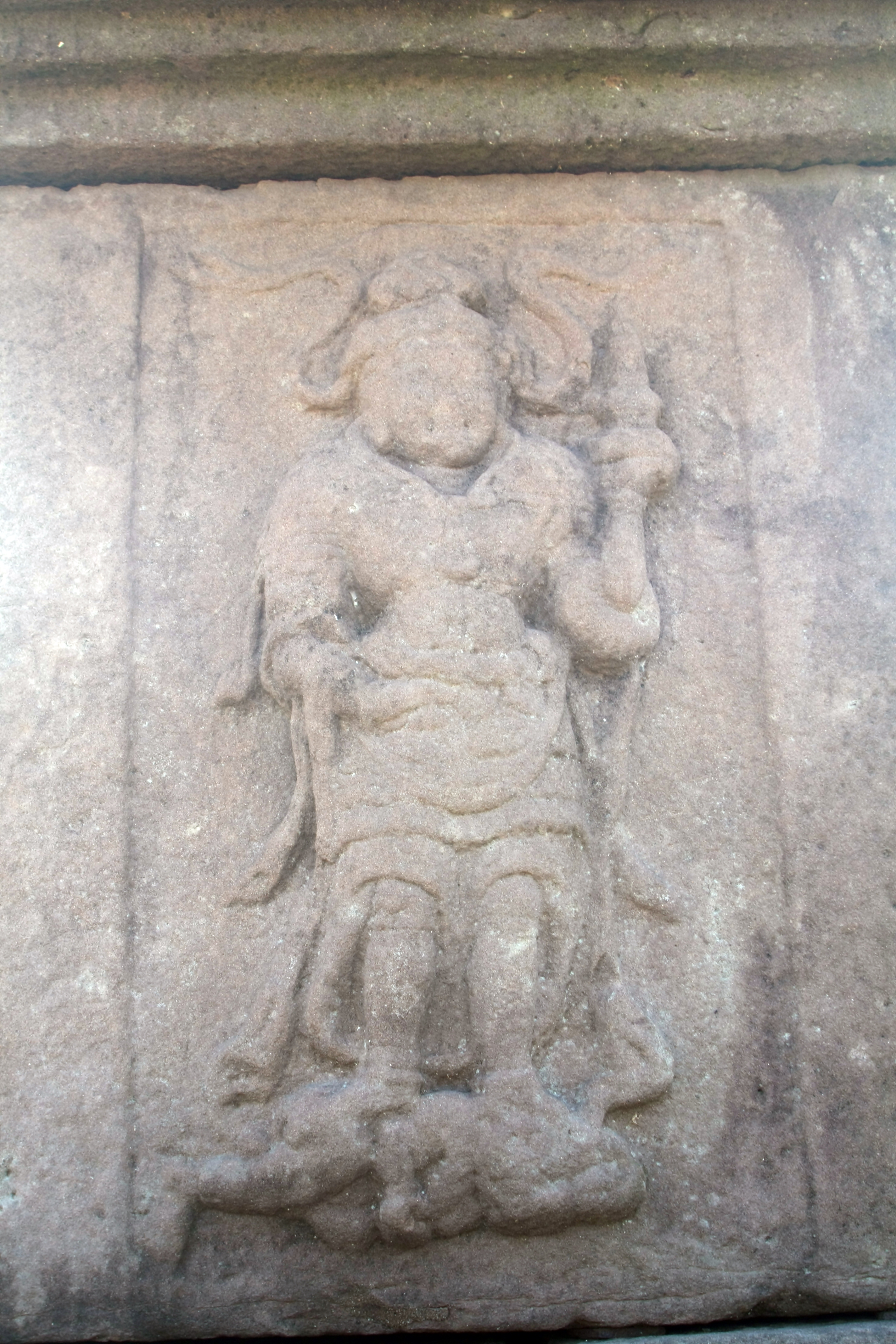
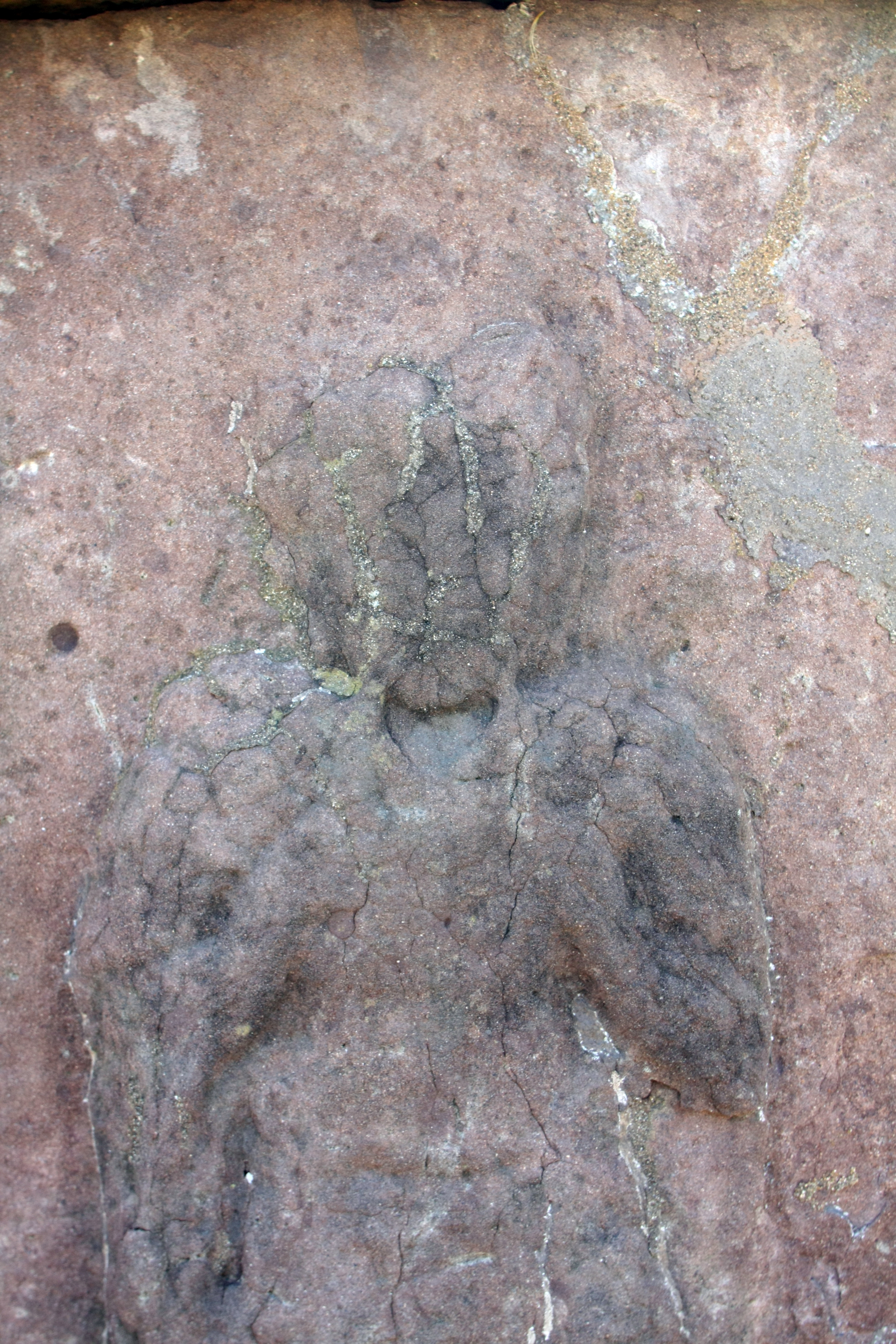
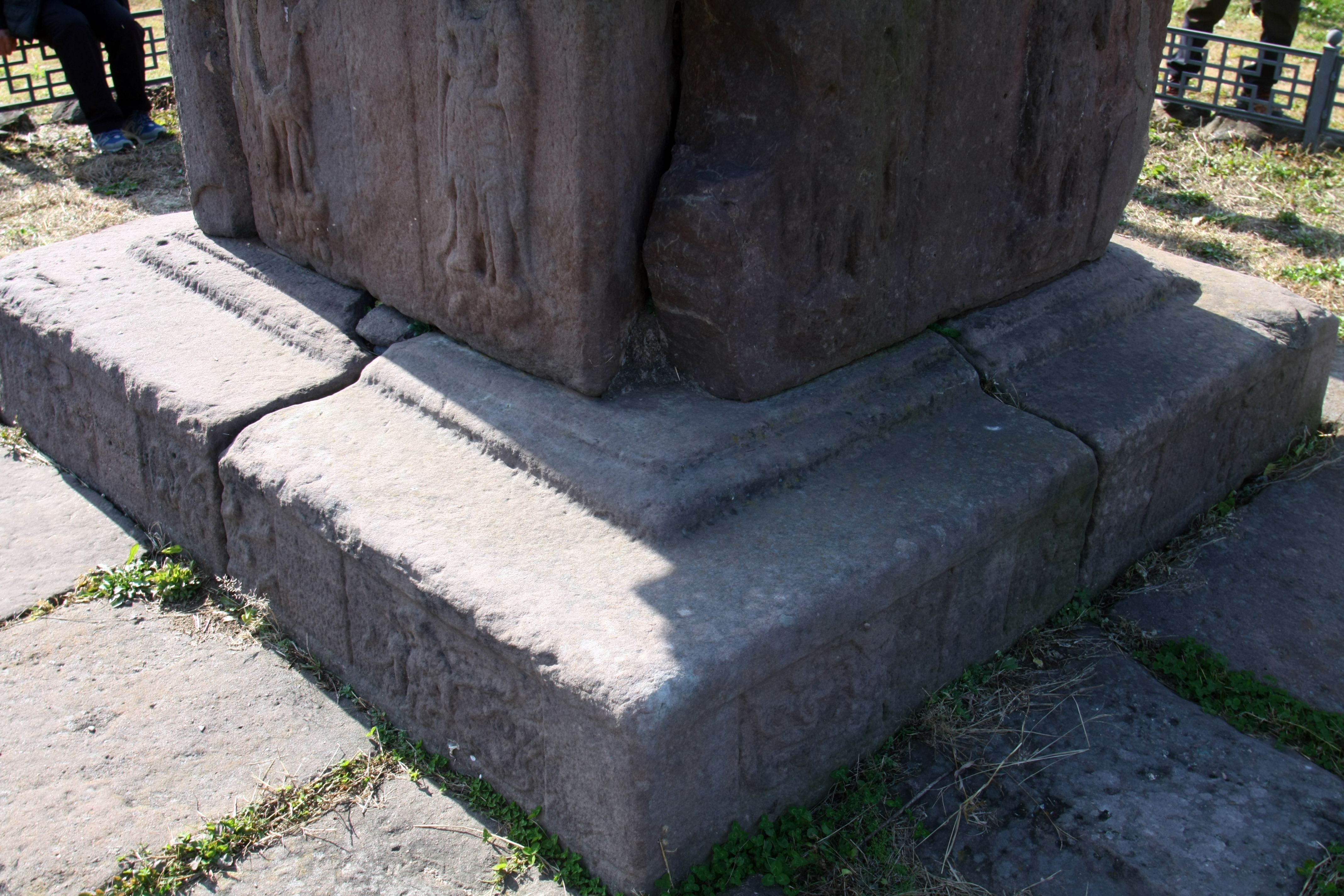
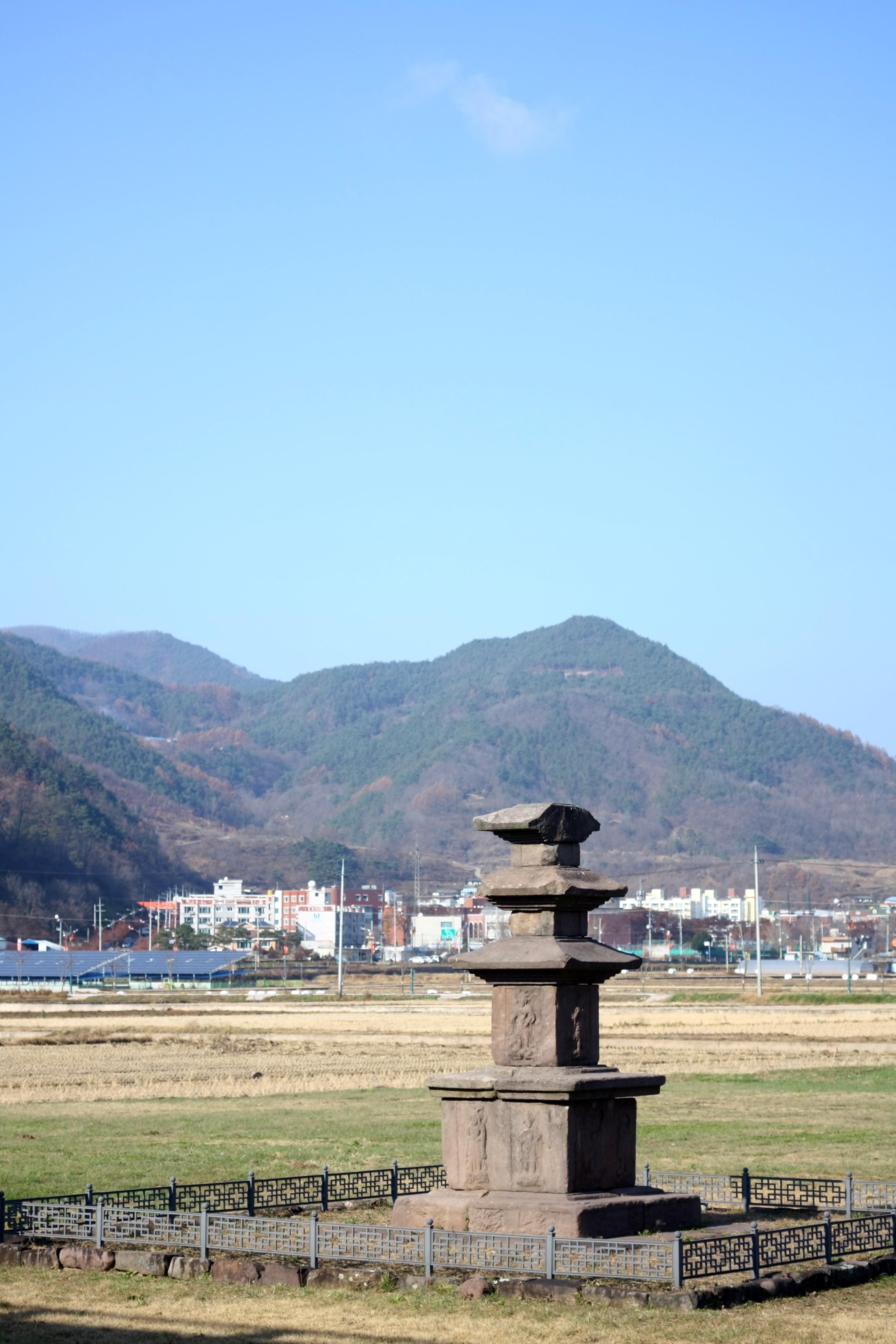
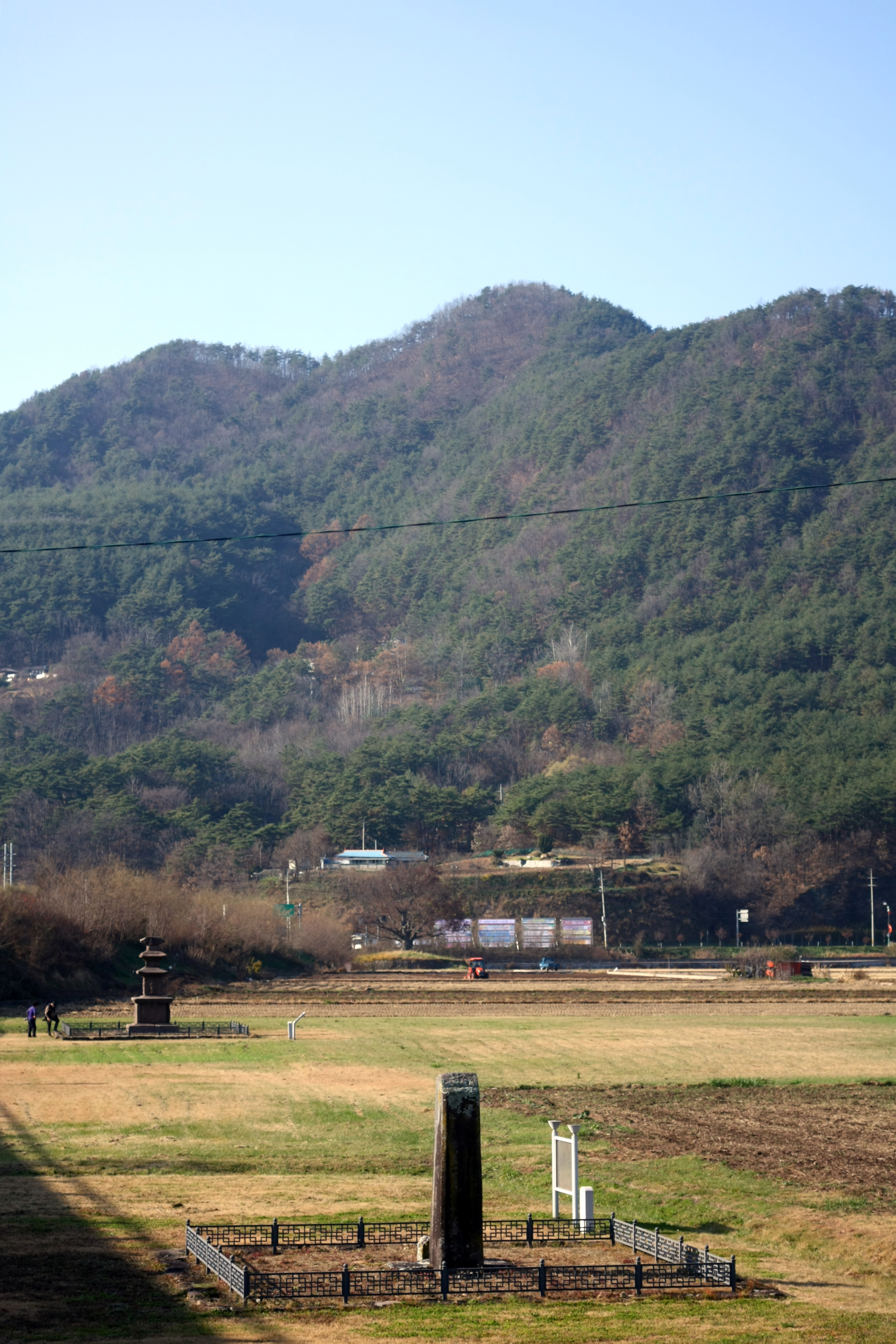

## 같이 보기
- 삼층석탑
- 화천리 삼층석탑

## 참고 자료
- 영양 현리 삼층석탑 - 국가유산청 국가유산포털